# هيروغليفية مصرية

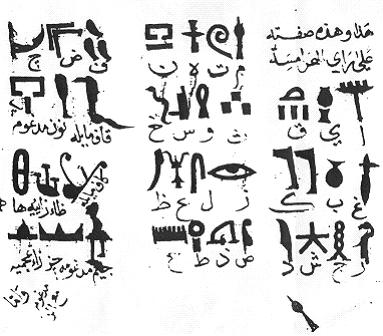
ترجمة ابن وحشية للرموز المصرية القديمة «البرابي» الذي توصل إليها مستعينا باللغة القبطية التي عاصرها.

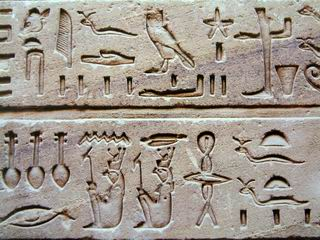
هيروغليفيات في هيكل كوم أمبو

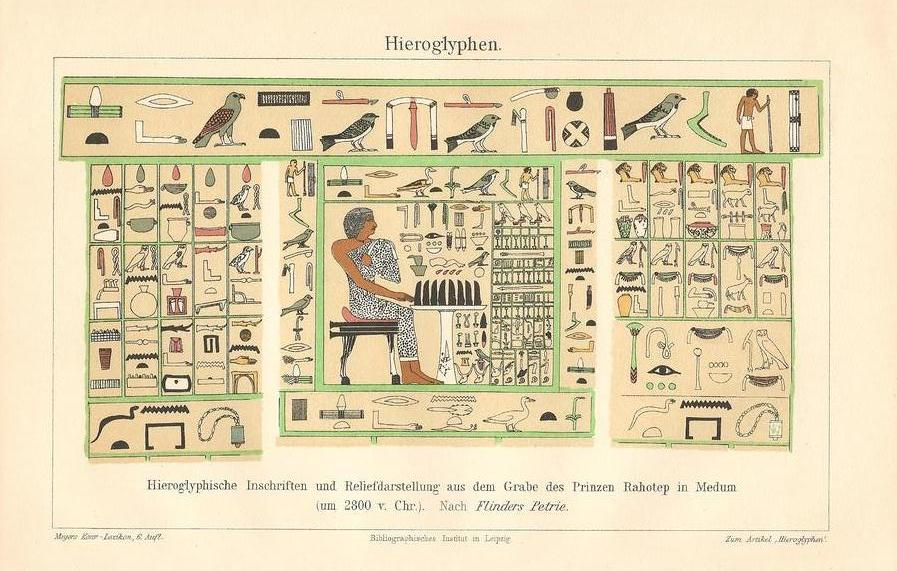
رسالة باللغة الهيروغليفية

في الاستعمال الشائع تدل الهيروغليفية المصرية على نظام الكتابة الذي استعمل في مصر القديمة لتسجيل اللغة المصرية والقيام بعمليات الجمع والطرح والحساب. أقدم ما وصلنا مكتوبا بالهيروغليفية مخطوط رسمي ما بين عامي 4000 قبل الميلاد و3500 قبل الميلاد وبهذا تكون الكتابة الهيروغليفية هي أقدم كتابة مكتشفة حتى الآن وقد سبقت الكتابة المسمارية كما أثبتت آخر الاكتشافات الأثرية، في ذلك المخطوط استخدمت صور لترمز إلى أصوات أولية للكلمات، وقد استوحى المصري القديم تلك الصور من الموجودات الشائعة في البيئة المصرية في ذلك الوقت، من نبات وحيوان وأعضائها ومن الإنسان وأعضائه ومن مصنوعاته وغيرها. مثل الفم وينطق (را)، والعين وتنطق (يري) والعرش وينطق (ست) والبيت وينطق (بر) أو الثعبان (فاي) ويؤخذ منها الحرف الأول (ف)، والبومة (م) والحدأة (أ)، كما استعملوا رموزا دخلت فيما بعد إلى الكتابة العربية مثل (هـ) و(و) و(ش).
أخذوا أيضاً أسماء ذات حرفين للتعبير عن حرفين متتاليين: مثل البيت (بر)، والعرش (ست)، والأرنب (ون). كما استعملوا من بعض الكلمات ثلاثة حروف، مثل: عنخ (ومعناها حياة)، وحتب (ومعناها راضي أو قربان)، ونفر (ومعناها جميل).

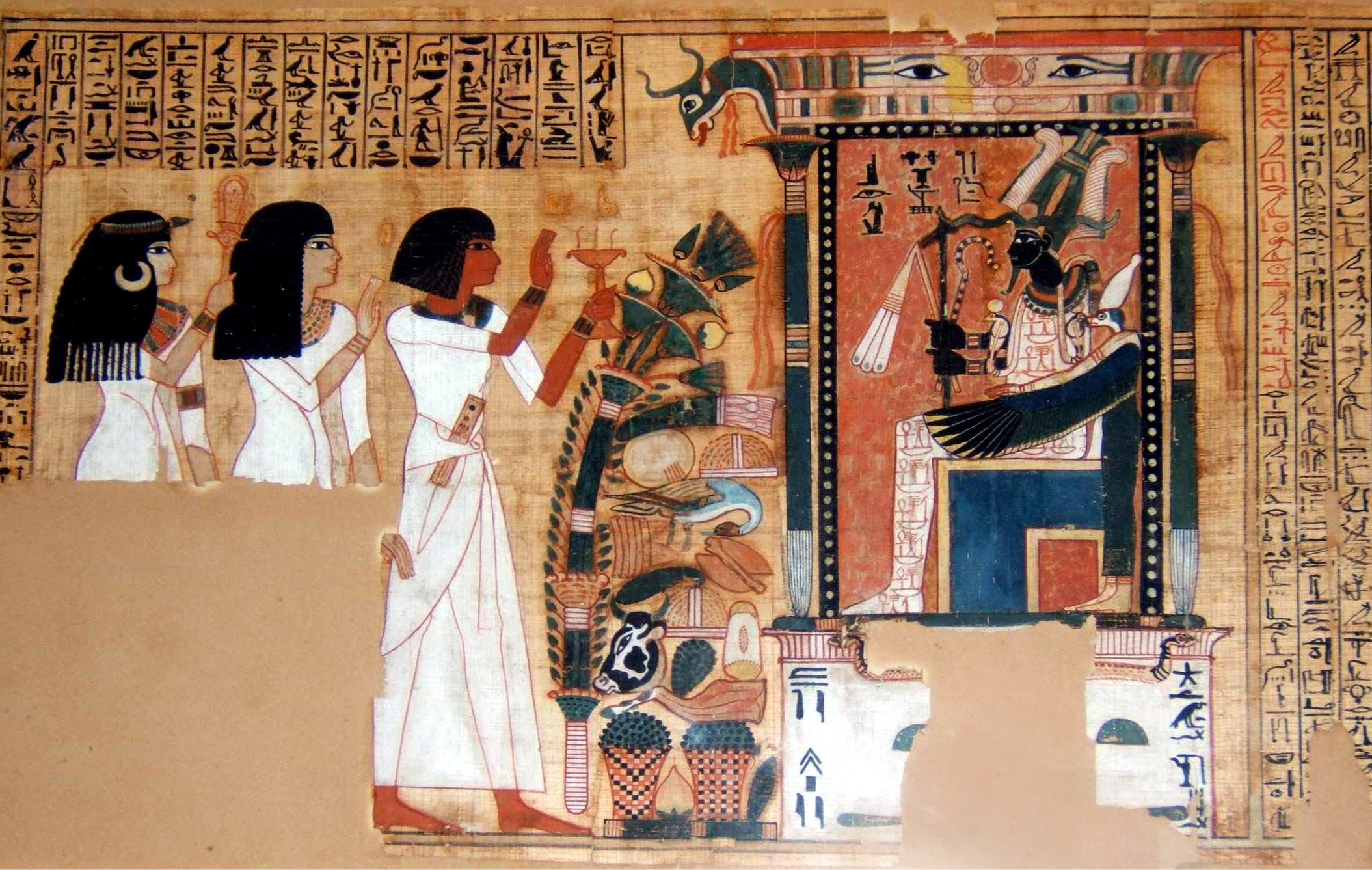
كتابة نص من كتاب الموتى. الصورة تبين أوزوريس إله العالم الآخر في صومعته ويتقدم إليه عائلة من الصالحين بملابسهم البيضاء بعد اجتيازهم «يوم الحساب».

استعملت الهيرغليفية كنمط كتابة رسمي لتسجيل الأحداث على المعالم والنصوص الدينية على جدران المعابد والمقابر وأسطح التماثيل والألواح الحجرية المنقوشة والألواح الخشبية الملونة، وبسبب طبيعتها كانت تعد منذ القدم نظامًا للكتابة وفنًا زخرفيًا جميلاً في آن واحد، مثلها في ذلك مثل الخط العربي. ومن أهم الكتابات عند المصريين القدماء كتابة أسمائهم، وأسماء الأب والأم والأخوات، لأنهم كانوا يعتقدون أنه للبعث في الحياة الآخرة لا بد من المحافظة على اسم الشخص إلى جانب المحافظة على جثمانه، وضياع الاسم يعتبر الفناء الكامل. وكانوا يكتبون كذلك وظائفهم بحانب أسمائهم، مثل رئيس الكتاب أمنمحعت (أمير-شس امنمحعت)، وإذا توفي رئيس الكتاب أمنمحعت مثلاً، فكانوا يكتبون اسمه ووظيفته كالآتي: «أمير-شس أمنمحعت، ماع خرو» أي رئيس الكتاب أمنمحعت، الصادق في كلامه (أمام الآلهة يوم الحساب) بمعنى المغفور له.
نشأت الهيراطيقية والديموطيقية من الهيروغليفية، وكذلك نشأت منها الأبجدية السينائية الأولية والتي تطورت لاحقا لتصبح الأبجدية الفينيقية. من خلال الأبجديات الناشئة عن الفينيقية مثل الألفبائية اليونانية والأبجدية الأرامية، تعد الهيروغليفية المصرية أصل أغلبية نظم الكتابة المستخدمة في العالم حاليا، مثل الأبجدية اللاتينية والكيريلية والعربية.
بعد اندثار المعرفة بقراءة الهيروغليفية في العصور المتأخرة انشغل عديدون بمسألة حل رموزها، وتذكر مصادر أن ذا النون المصري وابن وحشية الذي شرحها في كتابه «شوق المستهام في معرفة رموز الأقلام»، وغيرهم من علماء العرب في علم التعمية كانوا قادرين على قراءتها، ولو جزئيًا.
في العصر الحديث كان لاكتشاف حجر رشيد (الموجود حاليا في المتحف البريطاني) على يد ضابط في الحملة الفرنسية، وما تلاه من عمل شامبليون على فك رموزها الأثر الأبلغ على تقدم علم المصريات.
الإشارة إلى لغة مصر القديمة باسم «اللغة الهيروغليفية» بين العوام ووسائل الإعلام خطأ شائع، لأن الهيروغليفية هي نظام الكتابة.

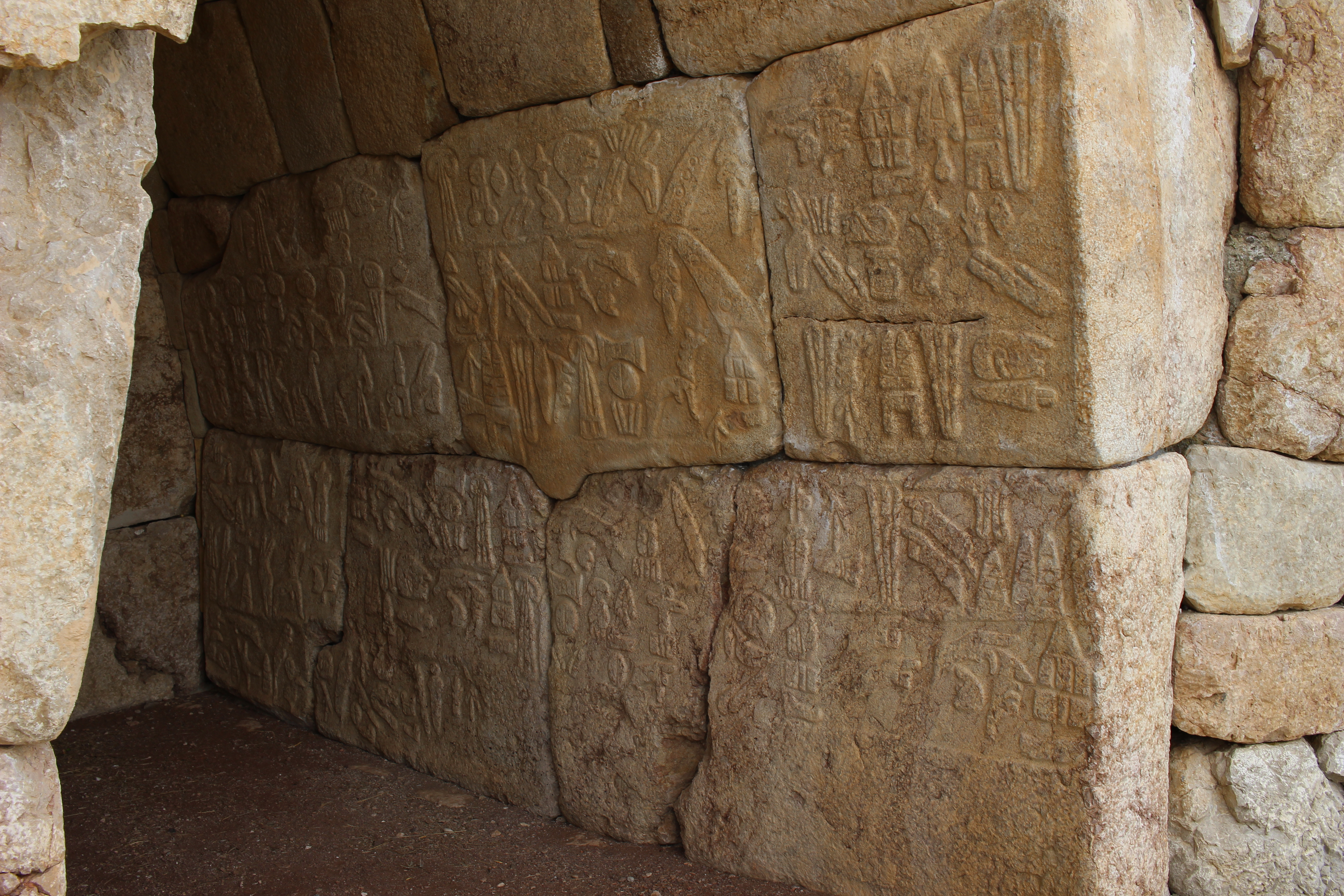
غرفة الهيروغليفية حتوسة.

ونظرًا لصعوبتها وأهميتها لم يكن كل المصريين القدماء يكتبون بها وإنما اقتصرت معرفتها وكتابتها على الكهنة والكُتّاب في مصر القديمة.

## أصل الكلمة
الهيرُوغليفية من الإغريقية و(بالإغريقية: ἱερογλύφος) أو الميدو نتروا بالمصرية القديمة لأن هيروغليفية كلمة أغريقية ولكن المصرية هي ميدوا نتروا العلامات الروحانية أو «النقش المقدس»، والمصطلح كما يستخدمه دارسوا نظام الكتابة يدل على فئة من نظام الكتابة التصويرية تندرج تحتها الكتابة الهيروغليفية المصرية ونظم كتابة أخرى منها المايا والكتابة الصينية في بداياتها.
وكانت كلمة اله عند المصريين القدماء تعني mdw nṯr
اشتقت كلمة «هيروغليفي» من الكلمتين اليونانيتين «هيروس» Hieros و«جلوفوس» Glophos وتعنيان «الكتابة المقدسة» إشارة إلى أنها كانت تكتب على جدران الأماكن المقدسة كالمعابد والمقابر و«الكتابة المنقوشة» لأنها كانت تنفذ بأسلوب النقش البارز أو الغائر على جدران الآثار الثابتة (المباني) وعلى الآثار المنقولة (التماثيل واللوحات...إلخ).

## تاريخها وتطورها
كتبت اللغة المصرية القديمة بخطوط أربعة هي: الهيروغليفية، والهيراطيقية، والديموطيقية، والقبطية، وهي خطوط لم تظهر كلها في وقت واحد وإنما جاءت في إطار تتابع زمني يعبر عن الامتداد الزمني الطويل الذي عاشته اللغة المصرية القديمة ويعبر في نفس الوقت عن النضج الفكري للإنسان المصري القديم والذي أدرك أن متطلبات الحياة قد تتطلب بين الحين والآخر أن تكون بينها وبين الأداة المعبرة عن اللغة، وهي الكتابة، تناسق ولأن الخط الهيروغليفي - خط العلامات الكاملة - هو أقدم الخطوط المصرية وأطولها عمراً وأكثرها وضوحًا وجمالاً، فقد لجأ المصري في بعض المراحل الزمنية إلى تبسيطه وتمثل ذلك في الخط الهيراطيقي، ثم لجأ إلى تبسيط آخر في مرحلة تالية، وتمثل ذلك في الخط الديموطيقى، الأمر الذي يعني أن هناك علاقة خطية واضحة بين الخطوط الثلاثة. أما الخط الرابع من خطوط اللغة المصرية القديمة وهو الخط القبطي فقد كتب بالأبجدية اليونانية مضافاً إليها سبع علامات من الكتابة المصرية القديمة في شكلها الديموطيقيي لم يتوفر نطقها في العلامات اليونانية.
تعود أقدم الأمثلة على الكتابة الهيروغليفية المايانية في أمريكا الوسطى، إلى نحو عام 300م. وكانت حروف هذه الكتابة تتألف من رموز تعتبر تمثيلاً حرفياً للأفكار، إلا أن بعض الباحثين يعتقدون أن عدداً من الإشارات تمثل أصواتاً، ولم يتم حتى الآن فك رموز معظم الحروف الهيرغليفية المايانية. وتتناول النصوص التي تمكن الباحثون من فك رموزها أموراً، تتعلق بالدين، والفلك، وتسجيل الوقت. وكانت الحروف الهيرغليفية الأزتكية تتألف من صور تمثل أفكاراً، ولها أيضاً قيمة صوتية. لقد دمجت الأزتكية رموز أشياء متعددة، لتكوين صوت، أو اسم لشيء، أو فكرة مجردة، لم يتم تمثيلها بصورة. وتشبه تلك الرموز الكتابة الحديثة التي تستخدم فيها (الكتابة عن كلمة أو عبارة برسم يذكر المرء بها أو بمقطع منها) واستحدث الحيثيون أيضاً، نظام كتابة هيروغليفياً نحو عام 1500ق.م. وقد مثلت بعض الرموز الحيثية كلمات بينما مثل الرموز الأخرى مقاطع صوتية.

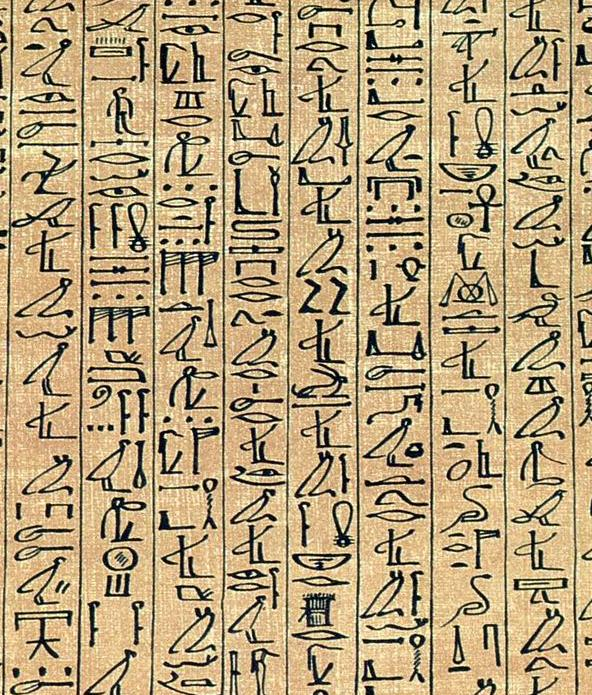
نقوش هيروغليفية.

إلى جانب النظام الهيروغليفي وجد نظام كتابة آخر أكثر انسياباً واختزالاً وأيسر في الكتابة اليدوية هو الخط الهيراطيقي الذي استخدم لكتابة الوثائق الدينية والطبية والإدارية والعلمية والأدبية، يعد تطوره مواكباً لتطور الخط الهيروغليفي وليس منحدراً منه ولا مبنياً عليه. بينما استنبط الخط الديموطيقي من الهيراطيقي في عصور لاحقة. وبعد الاستعمار اليوناني لمصر واختلاط الثقافتين المصرية واليونانية استُنبط نظام كتابة آخر لكتابة اللغة القبطية - وهي النمط الذي وصلت إليه اللغة المصرية في تلك الفترة التاريخية - هو الخط القبطي المبني على رموز الأبجدية اليونانية.
ينقسم التاريخ المصري القديم إلى ثلاثين أسرة وهو تقسيم وضعه المؤرخ المصري القديم «مانيثون» الذي كتب تاريخ مصر باليونانية بتكليف من الملك البطلمى «بطلميوس الثاني» حوالي عام 280 ق.م. ووضع المؤرخون المحدثون هذه الأسرات في إطار عصور تاريخية كعصور الدولة القديمة والوسطى والحديثة، إلخ. وإلى جانب العصور التاريخية، هناك فيما يتعلق باللغة المصرية القديمة عصور لغوية، فقد كان من نتائج هذا الامتداد الزمني الطويل للغة المصرية القديمة حدوث تغييرات في النحو والصرف وقواعد الهجاء، وفي المخصصات وفي القيم الصوتية. ومن خلال الدراسات التي قام بها المتخصصون في اللغة المصرية القديمة أمكن تقسيم اللغة إلى عصور، يتميز كل عصر منها بخصائص لغوية معينة.
فكانت اللغة في العصر القديم، هي مرحلة وضع اللبنات الأولى في بناء اللغة المصرية، وبدأت منذ الأسرة الأولى واستمرت حتى منتصف الأسرة الثامنة: وتقابل هذه المرحلة من الناحية التاريخية العصر العتيق (الأسرتان الأولى والثانية)، وعصر الدولة القديمة، والأسرتين السابعة والثامنة من عصر الانتقال الأول. وتبدو نصوص هذه الفترة اللغوية واضحة في آثار الدولة القديمة وفي نصوص الأهرام.
وفي العصر الوسيط ظهرت خصائص هذه المرحلة اللغوية في الفترة من منتصف الأسرة الثامنة، واستمرت حتى منتصف الأسرة الثامنة عشرة، وتمثل هذه المرحلة مرحلة النضج الكامل بالنسبة للغة المصرية القديمة. وقد غطت تاريخياً بعض الأسرات من عصر الانتقال الأول، وعصر الدولة الوسطى، وعصر الانتقال الثاني، وبداية الدولة الحديثة.
ينما كانت في العصر الحديث تبدو هذه المرحلة اللغوية واضحة في نصوص الأسرات منذ النصف الثاني من الأسرة الثامنة عشرة وحتى الأسرة الخامسة والعشرين، أي تشمل تاريخياً الدولة الحديثة والعصر المتأخر.
ومرحلة الديموطيقي، هي مرحلة بدأت منذ القرن الثامن قبل الميلاد، واستمرت حتى القرن الخامس الميلادي، وهي مرحلة لغوية وإن كتبت بخط مختلف هو الخط الديموطيقي.
وكانت مرحلة القبطية، هي مرحلة لغوية بدأت منذ القرن الثالث الميلادي تقريباً، وانتهت رسمياً وليس فعلياً بدخول الإسلام مصر عام 641 م، حيث بدأت تحل محلها بالتدريج اللغة العربية، وإن استمرتا معاً لفترة طويلة.

## نظام الكتابة

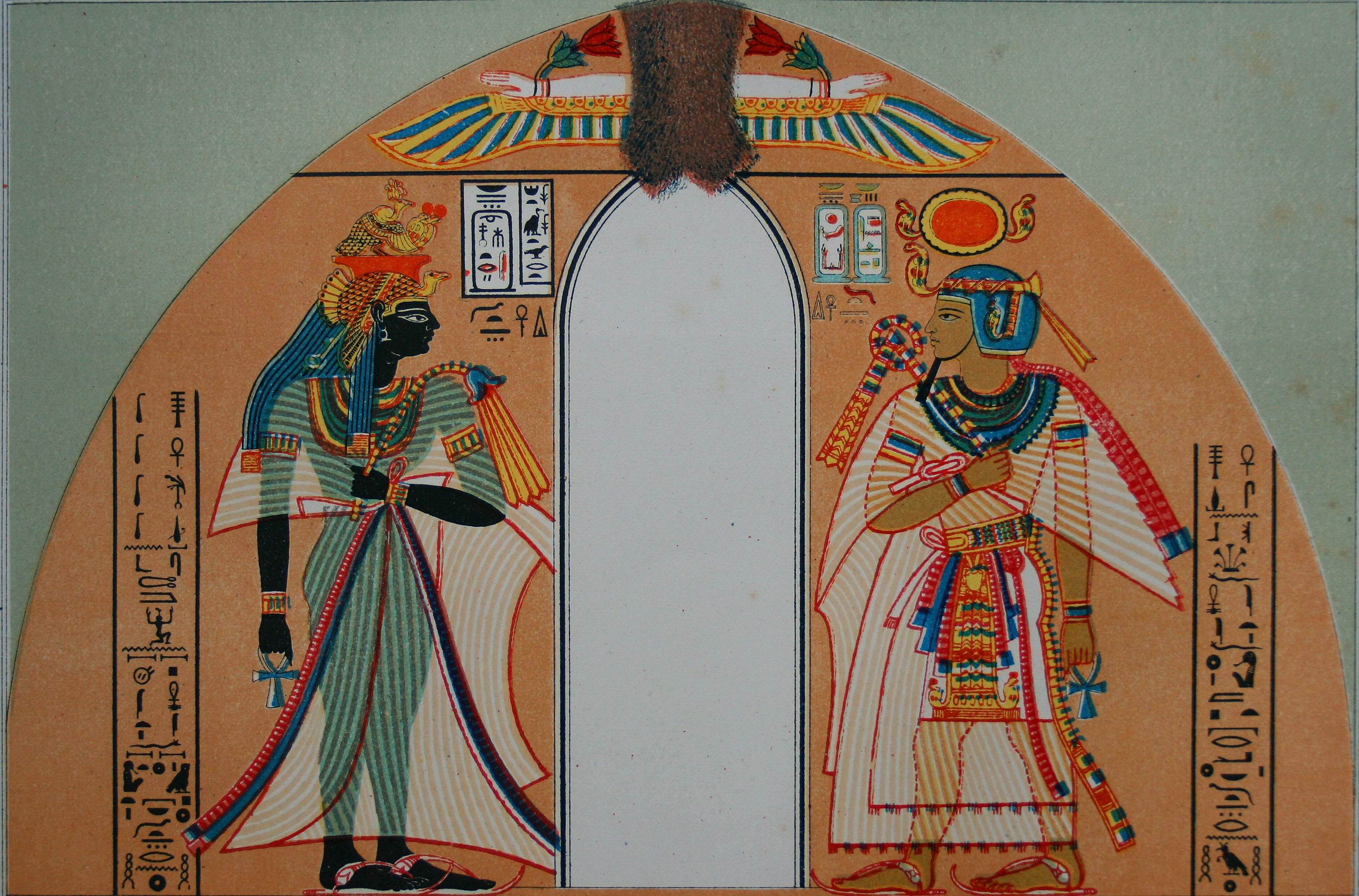
أمنحتب الأول وزوجته الملكة أحمس-نفرتاري.

كتبت اللغة المصرية القديمة في خطها الهيروغليفي أفقيًّا ورأسيًّا من اليمين إلى اليسار فيما عدا الحالات التي تحتم تغيير اتجاه الكتابة لتتواءم مع اتجاه منظر معين أو نص معين على عنصر معماري ذي طبيعة خاصة، كما أن التنسيق والشكل الجمالي تطلب في بعض الأحيان أن تكتب بعض النصوص من اليسار إلى اليمين. وأما الهيراطيقية والديموطيقية فكانت تكتب دائما من اليمين إلى اليسار. ويمكن تحديد اتجاه النص بالنسبة للكتابة الهيروغليفية حسب اتجاه العلامات ذات الوجه والظهر مثل الإنسان والحيوانات والطيور والزواحف. فإذا كانت أوجه الطيور والإنسان متجهة إلى اليمين قرأناها من اليمين إلى اليسار.
وفي لوحات كثيرة نجد مثلاً فرعون يقدم قرباناً لأحد الآلهة، فنجد ما يقوله فرعون مكتوباً فوق رأسه على ناحيته، بينما ما يقوله الإله لفرعون يكون مكتوباً فوق رأسه أيضاً ولكن على الناحية الأخرى. وأحياناً يكتب دعاء فرعون أمامه من أعلى إلى أسفل (أنظر الصورة).
وأما عن تطور الكتابة في مصر وهو التطور الذي يتضح من خلال ظهور خطوط أربعة للغة المصرية القديمة ذكرت من قبل فإنه يمكن حصر التطور من خط إلى آخر وبالتالي العلاقة بين خطوط هذه اللغة، يمكن حصره في إطار خطوط ثلاثة هي الهيروغليفية والهيراطيقية والديموطيقية. نظراً لوجود علاقة خطية واضحة في معظم الحالات وهي العلاقة التي لا وجود لها بالنسبة للخط الرابع وهو الخط القبطي الذي كتب بحروف يونانية.

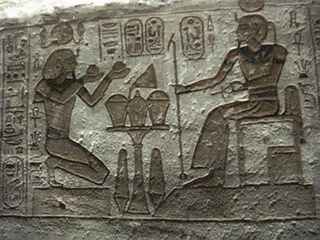
من معبد أبو سمبل، رمسيس الثاني يقدم قرابين إلى رع.

ولقد فرضت عدة عوامل حدوث تطور لخطوط اللغة المصرية القديمة من بينها طبيعة مادة الكتابة وأداة الكتابة والموضوع وتعدد الأنشطة البشرية وخصوصاً الاقتصادية والإدارية منها. فالكتابة على الحجر والمنشآت الحجرية بوجه عام تتطلب أن تكتب العلامات بصورتها الكاملة وأن تنقش نقشاً غائراً أو بارزاً. أما عن الكتابة على ورق البردي وشقفات كسرات الفخار والحجارة والآثار الصخرية بوجه عام. فإنها تتطلب خطًّا هيروغليفيًّا مبسطاً تطور فيما بعد إلى خط أكثر تبسيطاً يعرف بالخط الهيراطيقي وقد اضطر المصري إلى تبسيط الخط الهيروغليفي تمشياً مع طبيعة مادة الكتابة (ورق البردي) ومع تزايد الأنشطة اليومية التي تطلبت خطًّا أسرع لا يتطلب مساحة كبيرة ولا جهدًا كبيرًا ولا مقابًلا ماديًّا مرتفعًا. ونظراً لقربه في بداياته الأولى من الخط الهيروغليفي المختصر فقد سمي باسم (الخط الهيراطيقي غير التقليدي) وقد راعى المصري قواعد وضوابط معينة عند التبسيط محاولاً ألا يخل بالعناصر الأساسية المكونة للعلامة ولأن الخط الهيراطيقي هو خط بلا ضوابط كالفارق بين الخطين النسخ والرقعة في اللغة العربية (الأول يكتب بضوابط والثاني يخلو منها) فإننا لا بد أن نضع في الاعتبار الاختلاف الواضح في شكل العلامة الواحدة فعلامة (البومة) كتبت بالخط الهيراطيقي بصور مختلفة. ويجيء هذا الاختلاف ناتجاً عن عوامل كثيرة، منها مادة وأداة الكتابة ومهارة الكاتب من عدمه، وعوامل الزمان والمكان وطبيعة الموضوع أحياناً. وقد نجد صعوبة في بعض الحالات في تتبع التطور أو التبسيط الذي جرى للعلامة من الخط الهيروغليفي إلى الخط الهيراطيقي. ومرجع ذلك للأسباب التي ذكرتها والتي كانت تتغير بلا ضوابط.
ويمكن القول بوجه عام أن معظم العلامات الهيراطيقية يمكن تتبع تطورها من الهيروغليفية وأن أقلها قد نجد صعوبة في ذلك لأسباب مرتبطة فيما نعتقد بمهارة الكاتب وحالته الجسدية والنفسية عند كتابة النص ومدى اهتمامه بقلمه أو فرشاه ومادة الكتابة. وإذا كان أقدم نص هيراطيقي عثر عليه في مصر يرجع لعصر الأسرة الرابعة (2597-2471 ق.م) علاوة على نص من عهد الملك ساحورع حيث عثر في معبده الجنائزي على مجموعة من قطع البردي عليها كتابه هيراطيقية موزعة على متحف القاهرة وبعض المتاحف الأجنبية. إلا أن ذلك لا يعني أن الخط الهيراطيقي لم يلازم الخط الهيروغليفي منذ نشأته، لكننا لم نملك الدليل على ذلك حتى الآن.
ومع نهاية الأسرة الخامسة والعشرين (656ق.م) وبداية الأسرة 26 ظهر خط آخر بدا أكثر تبسيطاً من الخط الهيراطيقي وهو الخط الديموطيقي وظل يستخدم في مصر حتى نهاية العصر الروماني وهو خط في بدايته قريب الشبه بالخط الهيراطيقي ولهذا سمي في مراحله المبكرة بالهيراطيقي غير التقليدي ثم أخذ يتبلور ويتخذ شكله المستقل كخط ديموطيقي مع بداية العصر البطلمي في القرن الرابع قبل الميلاد وطوال هذا العصر والعصر الروماني. والدارس للخط الديموطيقي قد يتصور لأول وهلة أن هذا الخط يمثل مرحلة التطور الثانية بعد الخط الهيراطيقي، وقد يتصور كذلك أنه يمثل مزيداً من التبسيط للخط الهيراطيقي يتناسب مع تنوع الأنشطة الدنيوية والدينية وازديادها قياساً بالعصور السابقة.
لقد قطعت الدراسات الخطية في مجال خطوط اللغة المصرية القديمة شوطا ًطيباً، لكن الأمر لا يزال يتطلب المزيد من الجهد والتحليل للتعرف على الكثير من خصائص رحلة تطور الكتابة في مصر من الهيروغليفية إلى الديموطيقية.

### القراءة الصوتية
بعد ما توصل المصري إلى وضع قيمة صوتية لكل علامة كان عليه أن يصنف العلامات إلى علامات تعطي القيمة الصوتية لحرف واحد والتي عرفت تجاوزاً باسم «الأبجدية» وأخرى تعطي القيمة الصوتية لحرفين، وثالثة تعطي القيمة الصوتية لثلاثة حروف وحالات ليست بالكثيرة لأربعة حروف.
ونستطيع أن نتصور مدى الصعاب التي واجهت مجموعة من الرواد المصريين القدماء الذين تصدوا لإنجاز هذا العمل الرائع من حيث التصنيف وتحديد القيمة الصوتية، ومن حيث إمكانية نشر هذا الإنجاز على امتداد الأراضي المصرية كلها لتوحيد وسيلة التفاهم نطقاً وكتابةً، ثم من حيث عدد العلامات التي استغرقت عملية اختيارها وقتاً طويلاً وتطلب جهداً كبيراً حتى يتمكن المصري من تحقيق أفضل صورة ممكنة للتكامل اللغوي والكتابي و ليضمن أن ما تم اختياره من علامات سوف يفي بكل متطلباته في حياته الدنيوية وحياته الأخروية. وليس من شك في أن تعدد القيمة الصوتية للعلامات قد أدى إلى أن تكون حصيلة هذه العلامات بالمئات وهو أمر يمثل صعوبة بالغة للراغبين في تعلم اللغة المصرية القديمة إذا ما قورنت بلغات قديمة وحديثة تعتمد في بناء كتابتها على مجموعة محددة من الأحرف التي تعرف بالأبجدية.
ومن العلامات ذات الحرف الواحد على سبيل المثال «طائر العقاب»، الذي يقابل حرف الألف، ومن العلامات ذات القيمة الصوتية لحرفين تلك العلامة التي ترمز إلى البيت (pr)، ومن العلامات ذات الأصوات الثلاثة تلك العلامة التي تصور القلب والقصبة الهوائية (nfr). وقبل أن نتحدث عن اللغة المصرية القديمة من حيث أنواع الخطوط التي كتبت بها والمراحل اللغوية التي مرت بها واتجاهات الكتابة وغيرها نود أن نلقي الضوء على قصة فك رموز اللغة المصرية القديمة.

#### الأبجدية الهيروغليفية
| A |

| A |

| i |

| i |

| i | i |

| i | i |

| y |

| y |

| a |

| a |

| w |

| w |

| W |

| W |

| b |

| b |

| p |

| p |

| f |

| f |

| m |

| m |

| n |

| n |

| r |

| r |

| h |

| h |

| H |

| H |

| x |

| x |

| X |

| X |

| s |

| s |

| z |

| z |

| S |

| S |

| q |

| q |

| k |

| k |

| g |

| g |

| t |

| t |

| T |

| T |

| d |

| d |

| D |

| D |

تتكون الكتابة الهيروغليفية من مجموعة من النقوش المستمدة من الحياة اليومية فهي كتابة تصويرية بالإضافة لوجود حروف أبجدية وإن كانت أكثر تعقيداً من الأبجدية المعروفة الآن في اللغات المنتشرة فالأبجدية في الهيروغليفية تنقسم لثلاثة مجموعات.
- المجموعة الأولى: هي الرموز الأحادية، أي الحروف أحادية الصوت مثل الحروف المعتادة اليوم، مثل (أ) و(ب) و(ت) وغيرها.
- المجموعة الثانية: الرموز الثنائية الصوت، وهي رمز أو نقش واحد ولكن ينطق بحرفين معاً، مثل (من) ومعناها «ينشيء» أو «بناء»، و(بر) ومعناها «بيت»، و(ست) ومعناها «سيدة» أو أحيانا «مكان» وغيرها،
- المجموعة الثالثة: الرموز ثلاثية الصوت، وهي نقش أو رمز واحد ولكن يعني ثلاثة أصوات، مثل (حتب) ومعناها «راضي» أو «سلام»، و(عنخ) ومعناها «حياة»، و(آخت) ومعناها «أفق»، و(نثر) معناها «إله»، و(نفر) ومعناها «جميل»، وغيرها.

وذلك بالإضافة لمجموعة من العلامات الأخرى والتي لا تنطق، وإنما هي من أجل أغراض نحوية مثل تحديد المثنى والجمع والمذكر والمؤنث وبعض الرموز المؤكدة للمعنى والتي تعرف بالمخصصات، ومن المخصصات (رجل) و(امرأة) و(ملك)، أو عضو من أعضاء الجسم مثل (يد)، (رجل) و(رأس) و(أنف) و(عين)، وغيرها. وهذه المخصصات تضاف أحياناً بعد الكلمة للتأكيد على معناها.
وقد اشتقت كلمة هيروغليفي من الكلمتين اليونانيتين (هيرس) و(جلوفوس) وتعنيان (الكتابة المقدسة).
تم التعديل على شين من شتن

#### مكملات لفظية
تعود المحاولات الأولى لفك طلاسم الكتابة الهيرغليفية إلى الاغريق. وقد ساد الاعتقاد لديهم ان الرموز الهيرغليفية هي رموز صورية. من كتابات الإغريق عن هذا الموضوع وصلتنا مخطوطة واحدة هي «الهيرغليفية» لمؤلفها هورابولون Hieroglyphica of Horapollon.
في أوروبا خلال العصور الوسطى لم يكن هنالك اهتمام بالهيروغليفية إلا أنه عام 1422 وصلت مخطوطة هورابولون إلى البندقية مما أثار الاهتمام بها حتى أن بعض فناني عصر النهضة قاموا برسم رموز متخيلة بناء لأوصاف هورابولون واستعملوها في رسومهم كعناصر فنية.
وقد قامت عدة محاولات لكشف طلاسم الهيروغليفية قبل اكتشاف حجر رشيد في العصر الحديث، منها محاولات الأب كرشر اليسوعى الذي عرف أن القبطية ما هي إلا لهجة أو لغة منحدرة من المصرية القديمة.
وأول جهود بعد اكتشاف حجر رشيد كانت محاولات فيليب دى ساسى 1802 وكان عالماً بالعربية وقد انصبت محاولاته على الخط الديموطيقي لأنه ظن أن له علاقه بخط الرقعة العربي لتشابههما ظاهرياً في الانسياب، إلا أن أبحاثه لم تسفر إلا عن نتيجه واحدة وهي أنه عرف أن أسماء الملوك توضع في خرطوش وهو مما أفاد شامبليون لاحقاً.
بعد اكتشاف حجر رشيد خلال الحملة الفرنسية على مصر قام العالم شامبوليون بنشر اكتشافه حول كيفية فك طلاسم اللغة الهيروغليفية عام 1822. وقد اعتبر شامبوليون أول من اكتشف أن الرموز الهيروغليفية هي رموز صوتية وقام بفك رموزها.
إلا أنه في عام 2004 كشف عالم المصريات عكاشة الدالي أن أول من اكتشف أن الرموز هي عبارة عن رموز صوتية أي حرف هو العالم العربي ابن وحشية الذي عاش في القرن العاشر الميلادي. وكان ذلك في مؤلفه شوق المستهام في معرفة رموز الأقلام الذي درس فيه 89 لغة ونظام كتابة قديمة منها الهيروغليفية، وقام بتحليل العديد من رموزها  الذي وضعه سنة 861م، وقد حقق المستشرق النمساوي جوزف همر تلك المخطوطة وترجمها إلى الإنجليزية ونشرها في لندن عام 1806 أي 16 عاما قبل اكتشاف شامبوليون، ونشر خبر ذلك في عدة وسائل اعلام غربية. كما أن الباحث السوريّ يحيى مير علم توصل إلى ذات النتيجة وذهب البعض إلى القول أن شامبليون كان قد اطلع تلك هذه المخطوطة إلا أنه لا توجد لدينا دلائل تؤكد أو تدحض هذا الادعاء.
نشر الباحث إياد خالد الطباع مخطوطة (شوق المستهام في معرفة رموز الأقلام) لابن وحشية النبطي، في دار الفكر بدمشق سنة 2003م، وبيّن في تقدمته للكتاب أنّ ابن وحشية كان من السبّاقين إلى فك بعض رموز الهيروغليفية.

### القراءة الدلالية

#### الرموز التوضيحية (المخصصات)
الكتابة هي الوسيلة الثابتة للتعبير عن الفكرة، وعندما فكر المصري في أن يسجل أحداثه كانت الطبيعة من حوله مصدر الإلهام بالنسبة له، بما فيها من ظواهر طبيعية وكائنات حية. فهداه تفكيره إلى أن ينقل بعضاً مما في الطبيعة والبيئة المحيطة به ليعبر بالصورة عن المعاني التي يريد التعبير عنها. وجاءت العلامات ذات استخدام تصويري أي معبرة عن صورتها، فإذا رسم إنساناً فإنه يقصد التعبير عن الإنسان، وكذلك الحال بالنسبة لأعضاء جسم الإنسان، أو الحيوان وأعضائه. وكذلك بالنسبة إلى التعبير عن الطيور بأنواعها والزواحف بأنواعها والحشرات وهكذا. ثم هناك تعبيرات عن الأشجار والنباتات والجبال والبحار والأنهار، أمثلة:
| ra · Z1 |

| ra · Z1 |

| pr · Z1 |

| pr · Z1 |

| sw | t · Z1 |

| sw | t · Z1 |

| Dw · Z1 |

| Dw · Z1 |

| nTr | Z1 |

| nTr | Z1 |

| G53 | Z1 |

| G53 | Z1 |

| G27 | Z1 |

| G27 | Z1 |

وتستخدم البومة للتعبير عن البومة نفسها، وموجة المياه للتعبير عن المياه بوجه عام سواء من حيث المصدر أو الاستخدام. واختاروا شكلاً هندسيًّا معيناً للتعبير عن البيت (حجرة ذات باب)، وشكلاً آخراً دائريًّا بشارعين متقاطعين للتعبير عن «المدينة». والعلامة التي تمثل القلب والقصبة الهوائية للتعبير عنهما كأجزاء من جسم الإنسان. وفي كل هذه العلامات التصويرية كان لا بد من استخدام شرطة رأسية أسفل العلامة في معظم الأحيان لتؤكد أن العلامة تعبر عن نفسها وتشير إلى مضمونها، أي تصور نفسها دون أن تكون لها قيمة صوتية. وإما صيغة الجمع فكانوا يكتبون بجانب الرمز ثلاثة شرطات.
ونستطيع أن نشير إلى بعض المناطق في شمال البلاد ووسطها وجنوبها ذات الثقل الفكري على امتداد التاريخ المصري القديم أوفي فترة محددة منه. فهناك مدينة العلم والثقافة والفكر الديني «هليوبوليس» - عين شمس - المطرية والتي كانت تعرف باسم «أون» مركز عبادة الشمس ومنبع نظرية هامة من نظريات تصور المصري القديم عن خلق الكون أسطورة التاسوع المقدس، وهي أسطورة التفتت لها أنظار الفلاسفة ورجال العلم من بلاد اليونان. وهناك مدينة منف العظيمة أقدم العواصم المصرية (حالياً ميت رهينة - مركز البدرشين - محافظة الجيزة) مركز عبادة الإله بتاح، أحد أهم الآلهة المصرية ومصدر إحدى نظريات خلق الكون. ثم هناك في مصر الوسطى في محافظة المنيا وبالتحديد قرية الأشمونين مركز ملوي. الأشمونين كانت مركزاً لعبادة الإله تحوت إله الحكمة والمعرفة، ومنها خرجت أيضاً إحدى نظريات الخلق «نظرية الثامون» ثم هناك في صعيد مصر وفي منطقة أبيدوس (العرابة المدفونة - مركز البلينا - محافظة سوهاج) حيث المركز الرئيسي لعبادة إله الخير ورب العالم الآخر أوزوريس. وفي سوهاج أيضاً منطقة ثني (طيبة) التي يظن أنها قرية البربا (مركز جرجا - محافظة سوهاج) والتي خرج منها الملك نارمر وأسرته لتوحيد قطري مصر. وعلى بعد حوالي 20 كم شمال إدفو نجد في شرق وغرب النيل مدينتي «نخب» و«نخن» عاصمتي الجنوب قبل توحيد قطري مصر، ومركز عبادة الإلهة ذات الشأن الكبير في العقائد المصرية، الإلهة «نخبت». وعودة إلى شمال البلاد إلى قرية بوتو (إبطو - تل الفراعين - مركز دسوق - محافظة كفر الشيخ) عاصمة مصر قبل توحيد القطرين ومركز عبادة إحدى الإلهات البارزات في مصر القديمة وهي الإلهة «واجيت» مصورة في هيئة ثعبان.
ونعود للعلامات التصويرية التي أدرك المصري بمرور الوقت أنها غير كافية للتعبير عن أفكاره ونشاطاته وتصوراته للعالمين العلوي والسفلي (عالم الأحياء وعالم الموتى)، وعليه فقد أخذ المصري يطور من استخدام العلامة ليتقلص دورها التصويري بالتدريج ويبدأ دورها الصوتي لتعطي كل علامة صوتاً واحداً أو صوتين أو ثلاثة وفي حالات قليلة أربعة.

### اتجاه القراءة
معظم النصوص المصرية الهيروغليفية مكتوبة من اليمين لليسار مثل اللغة العربية واللغة العبرية. وذلك بنسبة 96% تقريباً. فقط حوالي 4% من هذه النصوص مكتوبة من اليسار لليمين مثل اللغة الإنجليزية. وهذه الحقيقة تتضح بجلاء في نصوص الأهرام. وهي أكثر النصوص المصرية كثافة. ثم نصوص كتاب الموتى. ونصوص حجر باليرمو ونصوص حجر رشيد ونصوص المقابر والمعابد والأكفان والتوابيت والمسلات وغيرها من عشرات النصوص المسجلة على كافة الأوساط المصرية القديمة.
وعلى المعابد والمسلات تكتب الهيروغليفية بلا صعوبة من فوق إلى أسفل. هذا مانجده مثلاً على جانبي باب، نجدهما مكتوبان من أعلى إلى أسفل بنفس النص تقريباً على ناحيتي الباب. وفوقهما نجد كتابة من اليمين إلى اليسار.
اعتبر قدماء المصريين أن الإله جحوتي علمهم الكتابة وعلمهم الحساب. لهذا يقدرونه دائماً على مر العصور. وأحبوا الكتابة وكتبوا بأسهاب وكان الكتبة يتعلمون الكتابة والحساب وبعضهم يتعلم الهندسة أو الطب بالإضافة إلى الكتابة. كان كل كبير في مصر يفخر بأن يضيف إلى اسمه وظيفته ككاتب، أو ككاتب ومهندس، أو ككاتب وطبيب أو كاتب ورئيس أطباء القصر.

### شكل الكتابة
لكن من الناحية النظرية يمكن أن تكتب الكلمات من اليمين لليسار أو من اليسار لليمين ونعرف اتجاه الكتابة من اتجاه أوجه صور العلامات، فإذا كان وجه علامة النسر مثلاً: ينظر لليمين فإن اتجاه الكتابة يكون من اليمين لليسار.
أما إذا كانت أوجه العلامات تنظر لليسار فإن اتجاه الكتابة يكون من اليسار لليمين كما يمكن كتابة العلامات أو الكلمات أو المصرية من أعلى لأسفل دون الإخلال بالمعنى كما هو واضح في نصوص الأهرام.
والعبارة الواحدة أو الكلمة الواحدة يمكن أن تحتوي على حروف أو علامات مرصوصة أفقياً ورأسياً في آن واحد والذي يحكم ذلك هو توفير مساحة الكتابة لأقصى حد ممكن لأن المصريين القدماء كانوا يكتبون نصوصهم بالحفر على الصخر فكان لا بد من توفير أكبر قدر ممكن من مساحة الكتابة ولنفس هذا السبب يمكن أن تكتب الحروف أو العلامات داخل بعضها البعض مما يوفر مقداراً أكبر من مساحة الكلمات، كما أن الشكل الجمالي للكلمة يلعب أيضاً دوراً مهما في هذا الأمر.

## اليونيكود
أضيف للهيروغليفية المصرية يونيكود في أكتوبر 2009، وأُطلق إصدار 5.2.
| الهيروغليفية المصرية[1][2] مخطط رمز اتحاد يونيكود الرسمي (PDF)                           |   |   |   |   |   |   |   |   |   |   |   |   |   |   |   |   |
|                                                                                          | 0 | 1 | 2 | 3 | 4 | 5 | 6 | 7 | 8 | 9 | A | B | C | D | E | F |
| U+1300x                                                                                  | 𓀀 | 𓀁 | 𓀂 | 𓀃 | 𓀄 | 𓀅 | 𓀆 | 𓀇 | 𓀈 | 𓀉 | 𓀊 | 𓀋 | 𓀌 | 𓀍 | 𓀎 | 𓀏 |
| U+1301x                                                                                  | 𓀐 | 𓀑 | 𓀒 | 𓀓 | 𓀔 | 𓀕 | 𓀖 | 𓀗 | 𓀘 | 𓀙 | 𓀚 | 𓀛 | 𓀜 | 𓀝 | 𓀞 | 𓀟 |
| U+1302x                                                                                  | 𓀠 | 𓀡 | 𓀢 | 𓀣 | 𓀤 | 𓀥 | 𓀦 | 𓀧 | 𓀨 | 𓀩 | 𓀪 | 𓀫 | 𓀬 | 𓀭 | 𓀮 | 𓀯 |
| U+1303x                                                                                  | 𓀰 | 𓀱 | 𓀲 | 𓀳 | 𓀴 | 𓀵 | 𓀶 | 𓀷 | 𓀸 | 𓀹 | 𓀺 | 𓀻 | 𓀼 | 𓀽 | 𓀾 | 𓀿 |
| U+1304x                                                                                  | 𓁀 | 𓁁 | 𓁂 | 𓁃 | 𓁄 | 𓁅 | 𓁆 | 𓁇 | 𓁈 | 𓁉 | 𓁊 | 𓁋 | 𓁌 | 𓁍 | 𓁎 | 𓁏 |
| U+1305x                                                                                  | 𓁐 | 𓁑 | 𓁒 | 𓁓 | 𓁔 | 𓁕 | 𓁖 | 𓁗 | 𓁘 | 𓁙 | 𓁚 | 𓁛 | 𓁜 | 𓁝 | 𓁞 | 𓁟 |
| U+1306x                                                                                  | 𓁠 | 𓁡 | 𓁢 | 𓁣 | 𓁤 | 𓁥 | 𓁦 | 𓁧 | 𓁨 | 𓁩 | 𓁪 | 𓁫 | 𓁬 | 𓁭 | 𓁮 | 𓁯 |
| U+1307x                                                                                  | 𓁰 | 𓁱 | 𓁲 | 𓁳 | 𓁴 | 𓁵 | 𓁶 | 𓁷 | 𓁸 | 𓁹 | 𓁺 | 𓁻 | 𓁼 | 𓁽 | 𓁾 | 𓁿 |
| U+1308x                                                                                  | 𓂀 | 𓂁 | 𓂂 | 𓂃 | 𓂄 | 𓂅 | 𓂆 | 𓂇 | 𓂈 | 𓂉 | 𓂊 | 𓂋 | 𓂌 | 𓂍 | 𓂎 | 𓂏 |
| U+1309x                                                                                  | 𓂐 | 𓂑 | 𓂒 | 𓂓 | 𓂔 | 𓂕 | 𓂖 | 𓂗 | 𓂘 | 𓂙 | 𓂚 | 𓂛 | 𓂜 | 𓂝 | 𓂞 | 𓂟 |
| U+130Ax                                                                                  | 𓂠 | 𓂡 | 𓂢 | 𓂣 | 𓂤 | 𓂥 | 𓂦 | 𓂧 | 𓂨 | 𓂩 | 𓂪 | 𓂫 | 𓂬 | 𓂭 | 𓂮 | 𓂯 |
| U+130Bx                                                                                  | 𓂰 | 𓂱 | 𓂲 | 𓂳 | 𓂴 | 𓂵 | 𓂶 | 𓂷 | 𓂸 | 𓂹 | 𓂺 | 𓂻 | 𓂼 | 𓂽 | 𓂾 | 𓂿 |
| U+130Cx                                                                                  | 𓃀 | 𓃁 | 𓃂 | 𓃃 | 𓃄 | 𓃅 | 𓃆 | 𓃇 | 𓃈 | 𓃉 | 𓃊 | 𓃋 | 𓃌 | 𓃍 | 𓃎 | 𓃏 |
| U+130Dx                                                                                  | 𓃐 | 𓃑 | 𓃒 | 𓃓 | 𓃔 | 𓃕 | 𓃖 | 𓃗 | 𓃘 | 𓃙 | 𓃚 | 𓃛 | 𓃜 | 𓃝 | 𓃞 | 𓃟 |
| U+130Ex                                                                                  | 𓃠 | 𓃡 | 𓃢 | 𓃣 | 𓃤 | 𓃥 | 𓃦 | 𓃧 | 𓃨 | 𓃩 | 𓃪 | 𓃫 | 𓃬 | 𓃭 | 𓃮 | 𓃯 |
| U+130Fx                                                                                  | 𓃰 | 𓃱 | 𓃲 | 𓃳 | 𓃴 | 𓃵 | 𓃶 | 𓃷 | 𓃸 | 𓃹 | 𓃺 | 𓃻 | 𓃼 | 𓃽 | 𓃾 | 𓃿 |
| U+1310x                                                                                  | 𓄀 | 𓄁 | 𓄂 | 𓄃 | 𓄄 | 𓄅 | 𓄆 | 𓄇 | 𓄈 | 𓄉 | 𓄊 | 𓄋 | 𓄌 | 𓄍 | 𓄎 | 𓄏 |
| U+1311x                                                                                  | 𓄐 | 𓄑 | 𓄒 | 𓄓 | 𓄔 | 𓄕 | 𓄖 | 𓄗 | 𓄘 | 𓄙 | 𓄚 | 𓄛 | 𓄜 | 𓄝 | 𓄞 | 𓄟 |
| U+1312x                                                                                  | 𓄠 | 𓄡 | 𓄢 | 𓄣 | 𓄤 | 𓄥 | 𓄦 | 𓄧 | 𓄨 | 𓄩 | 𓄪 | 𓄫 | 𓄬 | 𓄭 | 𓄮 | 𓄯 |
| U+1313x                                                                                  | 𓄰 | 𓄱 | 𓄲 | 𓄳 | 𓄴 | 𓄵 | 𓄶 | 𓄷 | 𓄸 | 𓄹 | 𓄺 | 𓄻 | 𓄼 | 𓄽 | 𓄾 | 𓄿 |
| U+1314x                                                                                  | 𓅀 | 𓅁 | 𓅂 | 𓅃 | 𓅄 | 𓅅 | 𓅆 | 𓅇 | 𓅈 | 𓅉 | 𓅊 | 𓅋 | 𓅌 | 𓅍 | 𓅎 | 𓅏 |
| U+1315x                                                                                  | 𓅐 | 𓅑 | 𓅒 | 𓅓 | 𓅔 | 𓅕 | 𓅖 | 𓅗 | 𓅘 | 𓅙 | 𓅚 | 𓅛 | 𓅜 | 𓅝 | 𓅞 | 𓅟 |
| U+1316x                                                                                  | 𓅠 | 𓅡 | 𓅢 | 𓅣 | 𓅤 | 𓅥 | 𓅦 | 𓅧 | 𓅨 | 𓅩 | 𓅪 | 𓅫 | 𓅬 | 𓅭 | 𓅮 | 𓅯 |
| U+1317x                                                                                  | 𓅰 | 𓅱 | 𓅲 | 𓅳 | 𓅴 | 𓅵 | 𓅶 | 𓅷 | 𓅸 | 𓅹 | 𓅺 | 𓅻 | 𓅼 | 𓅽 | 𓅾 | 𓅿 |
| U+1318x                                                                                  | 𓆀 | 𓆁 | 𓆂 | 𓆃 | 𓆄 | 𓆅 | 𓆆 | 𓆇 | 𓆈 | 𓆉 | 𓆊 | 𓆋 | 𓆌 | 𓆍 | 𓆎 | 𓆏 |
| U+1319x                                                                                  | 𓆐 | 𓆑 | 𓆒 | 𓆓 | 𓆔 | 𓆕 | 𓆖 | 𓆗 | 𓆘 | 𓆙 | 𓆚 | 𓆛 | 𓆜 | 𓆝 | 𓆞 | 𓆟 |
| U+131Ax                                                                                  | 𓆠 | 𓆡 | 𓆢 | 𓆣 | 𓆤 | 𓆥 | 𓆦 | 𓆧 | 𓆨 | 𓆩 | 𓆪 | 𓆫 | 𓆬 | 𓆭 | 𓆮 | 𓆯 |
| U+131Bx                                                                                  | 𓆰 | 𓆱 | 𓆲 | 𓆳 | 𓆴 | 𓆵 | 𓆶 | 𓆷 | 𓆸 | 𓆹 | 𓆺 | 𓆻 | 𓆼 | 𓆽 | 𓆾 | 𓆿 |
| U+131Cx                                                                                  | 𓇀 | 𓇁 | 𓇂 | 𓇃 | 𓇄 | 𓇅 | 𓇆 | 𓇇 | 𓇈 | 𓇉 | 𓇊 | 𓇋 | 𓇌 | 𓇍 | 𓇎 | 𓇏 |
| U+131Dx                                                                                  | 𓇐 | 𓇑 | 𓇒 | 𓇓 | 𓇔 | 𓇕 | 𓇖 | 𓇗 | 𓇘 | 𓇙 | 𓇚 | 𓇛 | 𓇜 | 𓇝 | 𓇞 | 𓇟 |
| U+131Ex                                                                                  | 𓇠 | 𓇡 | 𓇢 | 𓇣 | 𓇤 | 𓇥 | 𓇦 | 𓇧 | 𓇨 | 𓇩 | 𓇪 | 𓇫 | 𓇬 | 𓇭 | 𓇮 | 𓇯 |
| U+131Fx                                                                                  | 𓇰 | 𓇱 | 𓇲 | 𓇳 | 𓇴 | 𓇵 | 𓇶 | 𓇷 | 𓇸 | 𓇹 | 𓇺 | 𓇻 | 𓇼 | 𓇽 | 𓇾 | 𓇿 |
| U+1320x                                                                                  | 𓈀 | 𓈁 | 𓈂 | 𓈃 | 𓈄 | 𓈅 | 𓈆 | 𓈇 | 𓈈 | 𓈉 | 𓈊 | 𓈋 | 𓈌 | 𓈍 | 𓈎 | 𓈏 |
| U+1321x                                                                                  | 𓈐 | 𓈑 | 𓈒 | 𓈓 | 𓈔 | 𓈕 | 𓈖 | 𓈗 | 𓈘 | 𓈙 | 𓈚 | 𓈛 | 𓈜 | 𓈝 | 𓈞 | 𓈟 |
| U+1322x                                                                                  | 𓈠 | 𓈡 | 𓈢 | 𓈣 | 𓈤 | 𓈥 | 𓈦 | 𓈧 | 𓈨 | 𓈩 | 𓈪 | 𓈫 | 𓈬 | 𓈭 | 𓈮 | 𓈯 |
| U+1323x                                                                                  | 𓈰 | 𓈱 | 𓈲 | 𓈳 | 𓈴 | 𓈵 | 𓈶 | 𓈷 | 𓈸 | 𓈹 | 𓈺 | 𓈻 | 𓈼 | 𓈽 | 𓈾 | 𓈿 |
| U+1324x                                                                                  | 𓉀 | 𓉁 | 𓉂 | 𓉃 | 𓉄 | 𓉅 | 𓉆 | 𓉇 | 𓉈 | 𓉉 | 𓉊 | 𓉋 | 𓉌 | 𓉍 | 𓉎 | 𓉏 |
| U+1325x                                                                                  | 𓉐 | 𓉑 | 𓉒 | 𓉓 | 𓉔 | 𓉕 | 𓉖 | 𓉗 | 𓉘 | 𓉙 | 𓉚 | 𓉛 | 𓉜 | 𓉝 | 𓉞 | 𓉟 |
| U+1326x                                                                                  | 𓉠 | 𓉡 | 𓉢 | 𓉣 | 𓉤 | 𓉥 | 𓉦 | 𓉧 | 𓉨 | 𓉩 | 𓉪 | 𓉫 | 𓉬 | 𓉭 | 𓉮 | 𓉯 |
| U+1327x                                                                                  | 𓉰 | 𓉱 | 𓉲 | 𓉳 | 𓉴 | 𓉵 | 𓉶 | 𓉷 | 𓉸 | 𓉹 | 𓉺 | 𓉻 | 𓉼 | 𓉽 | 𓉾 | 𓉿 |
| U+1328x                                                                                  | 𓊀 | 𓊁 | 𓊂 | 𓊃 | 𓊄 | 𓊅 | 𓊆 | 𓊇 | 𓊈 | 𓊉 | 𓊊 | 𓊋 | 𓊌 | 𓊍 | 𓊎 | 𓊏 |
| U+1329x                                                                                  | 𓊐 | 𓊑 | 𓊒 | 𓊓 | 𓊔 | 𓊕 | 𓊖 | 𓊗 | 𓊘 | 𓊙 | 𓊚 | 𓊛 | 𓊜 | 𓊝 | 𓊞 | 𓊟 |
| U+132Ax                                                                                  | 𓊠 | 𓊡 | 𓊢 | 𓊣 | 𓊤 | 𓊥 | 𓊦 | 𓊧 | 𓊨 | 𓊩 | 𓊪 | 𓊫 | 𓊬 | 𓊭 | 𓊮 | 𓊯 |
| U+132Bx                                                                                  | 𓊰 | 𓊱 | 𓊲 | 𓊳 | 𓊴 | 𓊵 | 𓊶 | 𓊷 | 𓊸 | 𓊹 | 𓊺 | 𓊻 | 𓊼 | 𓊽 | 𓊾 | 𓊿 |
| U+132Cx                                                                                  | 𓋀 | 𓋁 | 𓋂 | 𓋃 | 𓋄 | 𓋅 | 𓋆 | 𓋇 | 𓋈 | 𓋉 | 𓋊 | 𓋋 | 𓋌 | 𓋍 | 𓋎 | 𓋏 |
| U+132Dx                                                                                  | 𓋐 | 𓋑 | 𓋒 | 𓋓 | 𓋔 | 𓋕 | 𓋖 | 𓋗 | 𓋘 | 𓋙 | 𓋚 | 𓋛 | 𓋜 | 𓋝 | 𓋞 | 𓋟 |
| U+132Ex                                                                                  | 𓋠 | 𓋡 | 𓋢 | 𓋣 | 𓋤 | 𓋥 | 𓋦 | 𓋧 | 𓋨 | 𓋩 | 𓋪 | 𓋫 | 𓋬 | 𓋭 | 𓋮 | 𓋯 |
| U+132Fx                                                                                  | 𓋰 | 𓋱 | 𓋲 | 𓋳 | 𓋴 | 𓋵 | 𓋶 | 𓋷 | 𓋸 | 𓋹 | 𓋺 | 𓋻 | 𓋼 | 𓋽 | 𓋾 | 𓋿 |
| U+1330x                                                                                  | 𓌀 | 𓌁 | 𓌂 | 𓌃 | 𓌄 | 𓌅 | 𓌆 | 𓌇 | 𓌈 | 𓌉 | 𓌊 | 𓌋 | 𓌌 | 𓌍 | 𓌎 | 𓌏 |
| U+1331x                                                                                  | 𓌐 | 𓌑 | 𓌒 | 𓌓 | 𓌔 | 𓌕 | 𓌖 | 𓌗 | 𓌘 | 𓌙 | 𓌚 | 𓌛 | 𓌜 | 𓌝 | 𓌞 | 𓌟 |
| U+1332x                                                                                  | 𓌠 | 𓌡 | 𓌢 | 𓌣 | 𓌤 | 𓌥 | 𓌦 | 𓌧 | 𓌨 | 𓌩 | 𓌪 | 𓌫 | 𓌬 | 𓌭 | 𓌮 | 𓌯 |
| U+1333x                                                                                  | 𓌰 | 𓌱 | 𓌲 | 𓌳 | 𓌴 | 𓌵 | 𓌶 | 𓌷 | 𓌸 | 𓌹 | 𓌺 | 𓌻 | 𓌼 | 𓌽 | 𓌾 | 𓌿 |
| U+1334x                                                                                  | 𓍀 | 𓍁 | 𓍂 | 𓍃 | 𓍄 | 𓍅 | 𓍆 | 𓍇 | 𓍈 | 𓍉 | 𓍊 | 𓍋 | 𓍌 | 𓍍 | 𓍎 | 𓍏 |
| U+1335x                                                                                  | 𓍐 | 𓍑 | 𓍒 | 𓍓 | 𓍔 | 𓍕 | 𓍖 | 𓍗 | 𓍘 | 𓍙 | 𓍚 | 𓍛 | 𓍜 | 𓍝 | 𓍞 | 𓍟 |
| U+1336x                                                                                  | 𓍠 | 𓍡 | 𓍢 | 𓍣 | 𓍤 | 𓍥 | 𓍦 | 𓍧 | 𓍨 | 𓍩 | 𓍪 | 𓍫 | 𓍬 | 𓍭 | 𓍮 | 𓍯 |
| U+1337x                                                                                  | 𓍰 | 𓍱 | 𓍲 | 𓍳 | 𓍴 | 𓍵 | 𓍶 | 𓍷 | 𓍸 | 𓍹 | 𓍺 | 𓍻 | 𓍼 | 𓍽 | 𓍾 | 𓍿 |
| U+1338x                                                                                  | 𓎀 | 𓎁 | 𓎂 | 𓎃 | 𓎄 | 𓎅 | 𓎆 | 𓎇 | 𓎈 | 𓎉 | 𓎊 | 𓎋 | 𓎌 | 𓎍 | 𓎎 | 𓎏 |
| U+1339x                                                                                  | 𓎐 | 𓎑 | 𓎒 | 𓎓 | 𓎔 | 𓎕 | 𓎖 | 𓎗 | 𓎘 | 𓎙 | 𓎚 | 𓎛 | 𓎜 | 𓎝 | 𓎞 | 𓎟 |
| U+133Ax                                                                                  | 𓎠 | 𓎡 | 𓎢 | 𓎣 | 𓎤 | 𓎥 | 𓎦 | 𓎧 | 𓎨 | 𓎩 | 𓎪 | 𓎫 | 𓎬 | 𓎭 | 𓎮 | 𓎯 |
| U+133Bx                                                                                  | 𓎰 | 𓎱 | 𓎲 | 𓎳 | 𓎴 | 𓎵 | 𓎶 | 𓎷 | 𓎸 | 𓎹 | 𓎺 | 𓎻 | 𓎼 | 𓎽 | 𓎾 | 𓎿 |
| U+133Cx                                                                                  | 𓏀 | 𓏁 | 𓏂 | 𓏃 | 𓏄 | 𓏅 | 𓏆 | 𓏇 | 𓏈 | 𓏉 | 𓏊 | 𓏋 | 𓏌 | 𓏍 | 𓏎 | 𓏏 |
| U+133Dx                                                                                  | 𓏐 | 𓏑 | 𓏒 | 𓏓 | 𓏔 | 𓏕 | 𓏖 | 𓏗 | 𓏘 | 𓏙 | 𓏚 | 𓏛 | 𓏜 | 𓏝 | 𓏞 | 𓏟 |
| U+133Ex                                                                                  | 𓏠 | 𓏡 | 𓏢 | 𓏣 | 𓏤 | 𓏥 | 𓏦 | 𓏧 | 𓏨 | 𓏩 | 𓏪 | 𓏫 | 𓏬 | 𓏭 | 𓏮 | 𓏯 |
| U+133Fx                                                                                  | 𓏰 | 𓏱 | 𓏲 | 𓏳 | 𓏴 | 𓏵 | 𓏶 | 𓏷 | 𓏸 | 𓏹 | 𓏺 | 𓏻 | 𓏼 | 𓏽 | 𓏾 | 𓏿 |
| U+1340x                                                                                  | 𓐀 | 𓐁 | 𓐂 | 𓐃 | 𓐄 | 𓐅 | 𓐆 | 𓐇 | 𓐈 | 𓐉 | 𓐊 | 𓐋 | 𓐌 | 𓐍 | 𓐎 | 𓐏 |
| U+1341x                                                                                  | 𓐐 | 𓐑 | 𓐒 | 𓐓 | 𓐔 | 𓐕 | 𓐖 | 𓐗 | 𓐘 | 𓐙 | 𓐚 | 𓐛 | 𓐜 | 𓐝 | 𓐞 | 𓐟 |
| U+1342x                                                                                  | 𓐠 | 𓐡 | 𓐢 | 𓐣 | 𓐤 | 𓐥 | 𓐦 | 𓐧 | 𓐨 | 𓐩 | 𓐪 | 𓐫 | 𓐬 | 𓐭 | 𓐮 |   |
| ملاحظات 1.^اعتبارًا من إصدار يونيكود 13.0 2.^تشير المنطقة الرمادية إلى نقطة رمز غير مخصصة |   |   |   |   |   |   |   |   |   |   |   |   |   |   |   |   |

## حجر رشيد واللغة المصرية القديمة
الحجر فهو من البازلت الأسود، وأما المكان فهو رشيد إحدى مدن محافظة البحيرة، وأما الزمان فهو 196 ق.م، 1799م. وأما التاريخ الأول فهو تاريخ تسجيل النص على الحجر في عهد الملك بطليموس الخامس، وأما التاريخ الثاني فهو عام الكشف عن هذا الحجر من قبل جنود الحملة الفرنسية أثناء قيامهم بحفر خندق حول قلعة جوليان (طابية رشيد) بالقرب من مدينة رشيد، وأما الإنسان فهو العالم الفرنسي الشاب شامبليون.
من حسن حظ الحضارة المصرية أن كشف عن حجر رشيد عام 1799م، ذلك الحجر الذي ضم مفاتيح اللغة المصرية القديمة والذي لولاه لظلت الحضارة المصرية غامضة لا ندري من أمرها شيئاً لأننا لا نستطيع أن نقرأ الكتابات التي دونها المصريون القدماء على آثارهم. فقد حصل الشاب الفرنسي شامبليون، كما حصل غيره من الباحثين، على نسخة من الحجر وعكف على دراسته مبدياً اهتماماً شديداً بالخط الهيروغليفي ومعتمداً على خبرته الطويلة في اللغة اليونانية القديمة، وفي اللغات القديمة بوجه عام.
حجر رشيد المحفوظ حالياً في المتحف البريطاني من البازلت الأسود غير منتظم الشكل، ارتفاعه 113سم وعرضه 75سم وسمكه 27.5سم وقد فقدت أجزاء منه في أعلاه وأسفله. ويتضمن الحجر من بين ما يتضمن مرسوماً صدر حوالي عام 196ق.م من قبل الكهنة المجتمعين في مدينة منف (ميت رهينة - مركز البدر شين - محافظة الجيزة) يشكرون فيه الملك بطليموس الخامس لقيامه بوقف الأوقاف على المعابد وإعفاء الكهنة من بعض الالتزامات.
وقد سجل هذا المرسوم بخطوط ثلاثة هي حسب ترتيب كتابتها من أعلى إلى أسفل: الهيروغليفية، والديموطيقية واليونانية، وقد فقد الجزء الأكبر من الخط الهيروغليفي وجزء بسيط من النص اليوناني. لقد أراد الكهنة أن يسجلوا هذا العرفان بالفضل للملك البطلمي بالخط الرسمي وهو الخط الهيروغليفي، وخط الحياة اليومية السائد في هذه الفترة وهو الخط الديموطيقي، ثم بالخط اليوناني وهو الخط الذي تكتب به لغة البطالمة الذين كانوا يحتلون مصر. وكان المكتشفون للحجر قد اقترحوا أن الحجر يتضمن نصًّا واحداً بخطوط ثلاثة مختلفة، واتضح فيما بعد أن اقتراحهم كان صائباً وبعد نقل الحجر إلى القاهرة أمر نابليون بإعداد عدة نسخ منه لتكون في متناول المهتمين في أوروبا بوجه عام وفي فرنسا بوجه خاص بالحضارة المصرية. وكان الحجر قد وصل إلى بريطانيا عام 1802بمقتضى اتفاقية أبرمت بين إنجلترا وفرنسا تسلمت إنجلترا بمقتضاها الحجر وآثارًا أخرى. وبدأ الباحثون بترجمة النص اليوناني، وأبدى الباحثان سلفستر دي ساسي وأكربلاد اهتمامًا خاصًّا بالخط الديموطيقي.
وجاءت أولى الخطوات الهامة في مجال الخط الهيروغليفي على يد العلم الإنجليزي توماس يونج الذي حصل على نسخة من حجر رشيد عام 1814م وافترض أن الخراطيش تحتوي على أسماء ملكية واعتمد على نصوص أخرى مشابهة كالمسلة التي عثر عليها في فيلة عام 1815م والتي تضمنت نصًّا باليونانية وآخر بالهيروغليفية. ورغم كل الجهود السابقة في فك رموز حجر رشيد إلا أن الفضل الأكبر يرجع للعالم الفرنسي «جان فرانسوا شامبليون» (1790-1832).
كان على شامبليون أن تواجهه مجموعة من الافتراضات أولها: هل الخطوط الثلاثة (الهيروغليفية، الديموطيقية، اليونانية) تمثل ثلاثة نصوص مختلفة من حيث المضمون أم أنها تمثل موضوعاً واحداً ولكنه كتب بالخط الرسمي (الهيروغليفي)، وخط الحياة اليومية السائد في هذه الفترة (الديموطيقي) ثم بلغة اليونانيين الذين كانوا يحتلون مصر.

## جهود العلماء العرب في فك رموز الكتابة المصرية القديمة
جرى العرف ونحن نتحدث عن الجهود التي بذلها العلماء لفك رموز الكتابة المصرية القديمة أن نشير إلى جهود «توماس يونج» و«أكر بلاد» و«شامبليون».
ورغم أن هؤلاء الباحثين قد توصلوا إلى فك رموز الكتابة المصرية القديمة، وخصوصاً "جان فرانسوا شامبليون، وكان ذلك في عام 1822م، إلا أن بعض الدراسات على امتداد فترات زمنية متباعدة (وكان آخرها وأهمها دراسة الزميل الدكتور عكاشة الدالى التي نال بها درجة الدكتوراه) أثبتت أن العلماء المسلمين العرب قد بذلوا جهوداً مضنية - وإن لم تنجح نجاحاً كبيراً - للتعرف على القيمة الصوتية والمعاني لبعض المفردات المصرية القديمة.
لقد ثبت مدى اهتمام بعض العلماء المسلمين العرب بالكتابة المصرية القديمة من خلال المخطوطات التي تركوها لنا. والتي تكشف عن طبيعة المحاولات التي قاموا بها، وهي محاولات كشف عنها بعض المستشرقين الأوربيين، مثل المستشرق النمساوى «جوزيف همرفون برجسترال» في عام 1806 بمدينة لندن. حيث قام بنشر النص العربي مع ترجمة بالإنجليزية لكتاب ابن وحشية «شوق المستهام في معرفة رموز الأقلام»، والذي يؤرخ للقرن التاسع الميلادي. وفي عام 1909م نشر «بلوشيه» مجموعة من المقالات حول مذهب العارفين بالله والتي أشار فيها إلى نجاح بعض العلماء العرب في التعرف على بعض العلامات الهيروغليفية.
لقد أبدى بعض العلماء في العصر الإسلامي اهتماماً كبيراً بالخط الهيروغليفي، وخاصة علماء الكيمياء الذين تصوروا أن اللغة المصرية القديمة تحمل الكثير من أسرار الكيمياء، وخصوصاً تحويل المعادن العادية إلى معادن نفيسة. وأبدى نفس الاهتمام بعض علماء الصوفية اعتقاداً منهم في أن غموض العلامات المصرية القديمة يتطلب جهداً للكشف عنه.
لقد كان العلماء العرب على دراية بالصور المختلفة للعلامات المصرية القديمة. فالعلامة «ابن الفاتك» (ق. 10-11م) يشير إلى معرفة «بيثاجورس» بخطوط اللغة المصرية القديمة، خط العامة (الديموطيقي)، وخط الكهنة (الهيراطيقي)، وخط الملوك (الهيروغليفي).
وإذا أردنا أن نلقي الضوء في إيجاز على بعض العلماء العرب الذين حاولوا فك رموز الكتابة المصرية القديمة، فيأتي على رأسهم عالم الكيمياء جابر بن حيان (ق. 7-8م) الذي ضمن كتابيه «حل الرموز ومفاتيح الكنوز» و«الحاصل» محاولات لقراءة بعض رموز الكتابة الهيروغليفية.
ثم هناك العالم المصري أيوب ابن مسلمة الذي صحب الخليفة «العباس المأمون» خلال زيارته لمصر، وورد أنه تمكن من قراءة بعض النقوش المصرية القديمة ويعتقد انه هو مؤلف «اقلام المتقدمين». ومن أبرز العلماء العرب ذو النون المصري (ق.9م) الذي ولد بأخميم (إحدى مدن محافظة سوهاج)، وذكر أنه كان يجيد قراءة النصوص التي سجلت على جدران المعابد. ومن أهم ما ترك من مؤلفات كتابه «حل الرموز وبرأ الأسقام في كشف أصول اللغات والأقلام»، والذي تضمن دراسات للكثير من الخطوط القديمة من بينها الهيروغليفية. وقد ورد في بعض صفحات هذا العمل بعض العلامات الهيروغليفية مصحوبة بالقيمة الصوتية كما تصورها.
وأيضاً ابن الدريهم في كتابه «مفتاح الكنوز في إيضاح المرموز»، وابن إسحاق الكندي في «رسالة في استخراج المعمى»، وكتاب «شمس الشموس وقمر الأقمار في كشف رموز الهرامسة وما لها من الخفايا والأسرار» لابن وحشية.